# Challenger de Campinas 2022

El torneo Campeonato Internacional de Tênis de Campinas 2022 fue un torneo de tenis perteneció al ATP Challenger Tour 2022 en la categoría Challenger 80. Se trató de la undécima edición, el torneo tuvo lugar en la ciudad de Campinas (Brasil), desde el 3 de octubre hasta el 9 de octubre de 2022 sobre pista de tierra batida al aire libre.

## Jugadores participantes del cuadro de individuales
| Favorito | País                 | Jugador               | Rank1 | Posición en el torneo |
| -------- | -------------------- | --------------------- | ----- | --------------------- |
| 1        | Bandera de Alemania  | Daniel Altmaier       | 96    | Primera ronda         |
| 2        | Bandera de Perú      | Juan Pablo Varillas   | 106   | FINAL                 |
| 3        | Bandera de Argentina | Facundo Bagnis        | 112   | Cuartos de final      |
| 4        | Bandera de Argentina | Camilo Ugo Carabelli  | 118   | Baja                  |
| 5        | Bandera de Argentina | Juan Pablo Ficovich   | 138   | Primera ronda         |
| 6        | Bandera de Brasil    | Felipe Meligeni Alves | 143   | Primera ronda, retiro |
| 7        | Bandera de Francia   | Alexandre Müller      | 152   | Cuartos de final      |
| 8        | Bandera de Argentina | Facundo Mena          | 156   | Cuartos de final      |

- 1 Se ha tomado en cuenta la clasificación del 26 de septiembre de 2022.

### Otros participantes
Los siguientes jugadores recibieron una invitación (wild card), por lo tanto ingresan directamente al cuadro principal (WC):
- Matheus Bueres
- Eduardo Ribeiro
- Thiago Seyboth Wild

Los siguientes jugadores ingresan al cuadro principal tras disputar el cuadro clasificatorio (Q):
- Jan Choinski
- Facundo Juárez
- Juan Pablo Paz
- José Pereira
- Daniel Rincón
- Gonzalo Villanueva

## Campeones

### Individual Masculino
- Jan Choinski derrotó en la final a  Juan Pablo Varillas, 6–4, 6–4

### Dobles Masculino
- Boris Arias /  Federico Zeballos derrotaron en la final a  Guido Andreozzi /  Guillermo Durán, 7–5, 6–2